# Jeffrey Lieber
Jeffrey Lieber (Evanston, 23 marzo 1969) è uno sceneggiatore e produttore televisivo statunitense, noto soprattutto come co-creatore e produttore di Lost, serie di cui ha ideato la struttura iniziale, ma di cui non ha mai sceneggiato un episodio.
La ABC ha infatti sviluppato la serie in un modo diametralmente opposto a quello inizialmente pensato da Lieber.
Nel 2010 ha ideato la serie televisiva Miami Medical, prodotta da Jerry Bruckheimer per la CBS.